# Cratere Siedentopf
Siedentopf è un cratere lunare di 62,7 km situato nella parte nord-occidentale della faccia nascosta della Luna.